# Pombal (Paraíba)
Pombal é um município brasileiro do estado da Paraíba. É a quarta cidade mais antiga do estado, o primeiro núcleo de habitação do sertão paraibano, fundado no fim do século XVII, sendo elevada à categoria de vila em 1766 e à cidade.

## História
A colonização de Pombal ocorreu às margens do Rio Piancó durante a penetração no sertão paraibano deu-se por fins agrícolas e pastoris. Nos anso 1690, o bandeirante Teodósio de Oliveira Ledo, depois de muitos combates com os nativos, atingiu o local onde estão os marcos de fundação do Arraial de Piranhas, à margem direita do rio Piancó. O sertão, até então inexplorado, era ocupado pelas tribos da família Cariri: os Pegas e os Panatis.
A cidade recebeu três denominações. A primeira Arraial de Piranhas (1696); o segundo nome de povoação de Nossa Senhora do Bom Sucesso do Piancó (1698).
Em 1711, o Rei autoriza o Governador, João da Maia Gama, a criação do Julgado do Piancó (Pombal), o primeiro marco de organização judiciária no sertão da Paraíba, assim, foi nomeado Juiz Ordinário o coronel Manoel Araújo de Carvalho, além de Escrivão e Tabelião. No dia 24 de janeiro de 1721, teve início no Arraial, a construção da segunda igreja, dedicada também a Nossa Senhora do Bom Sucesso, padroeira da cidade. Que mais tarde com a construção da nova igreja matriz, a igrejinha veria a ser denominada Igreja de Nossa Senhora do Rosário. Por carta régia de 22 de julho de 1766 foi elevada à categoria de vila, com o nome de Pombal, em homenagem à vila de Pombal, em Portugal. Elevada a categoria de vila deu-se a instalação oficial a 4 de maio de 1772.
O padre José Ferreira Nobre, vigário da freguesia de Pombal, um ativista dos ideais libertários, foi preso em 1817 com outros dez revolucionários da cidade, os quais foram enviados para os cárceres de Pernambuco e Bahia, viajando o percurso a pé ou montados em burros e alguns acorrentados.
A Vila tornou-se Distrito em 15 de outubro de 1827 e, em 21 de julho de 1862 foram concedidos documentos que a regulam como cidade. No dia 15 de julho de 1829 foi criada a agência do Correio Público, regulamentada através da Diretoria Geral dos Correios do Império. Em 1847, é iniciada a construção da Cadeia Velha que até hoje mantém sua arquitetura original. Em 1860, começa a construção do Cemitério Público, à custa de recursos particulares, hoje, denominado de Cemitério de Nossa Senhora do Carmo.

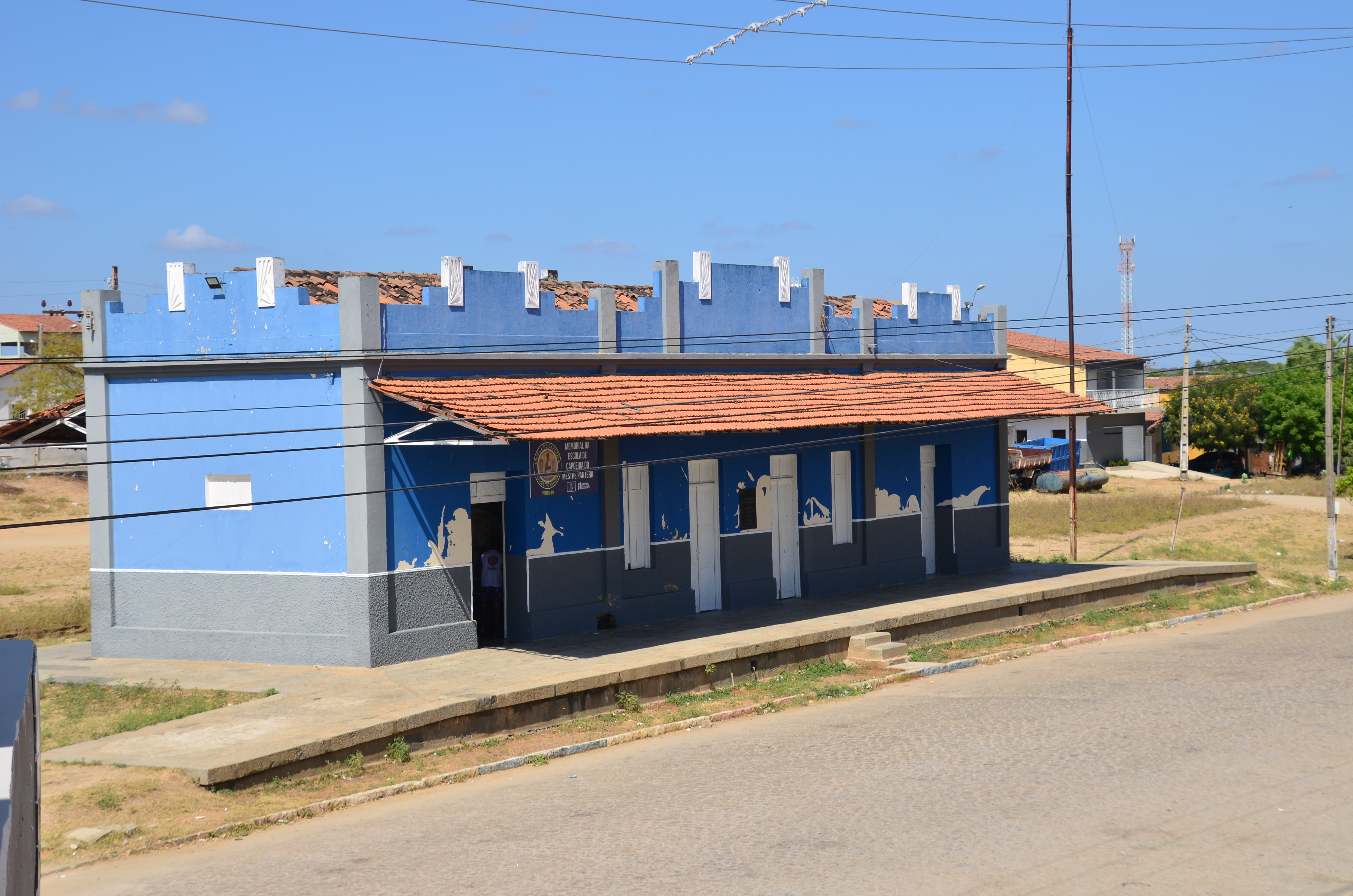
Antiga Estação Ferroviária na cidade construída no governo provisório de 1932. Reformada na administração da prefeita Pollyana Feitosa no ano de 2009

A comarca de Pombal foi criada em 1831 tendo sido suprida em 1882 e restaurada pela Lei Estadual n° 330 de 11 de novembro de 1898 com sede em Catolé do Rocha. Foi nomeado como primeiro prefeito da cidade no dia 19 de Julho de 1895, o coronel João Leite Ferreira Primo. No primeiro domingo de outubro ocorreu a primeira Festa do Rosário de Pombal, em uma solenidade simples, o que anos depois se tornaria um grande evento. No dia 8 de setembro de 1897 é inaugurada a nova Matriz de Nossa Senhora do Bom Sucesso, a partir dai passa a ser a padroeira da antiga Igreja Matriz, Nossa Senhora do Rosário, fica denominada de Igreja do Rosário.
Em 1919 é iniciada a construção do Mercado Público, no centro da cidade, o qual só foi concluído no ano de 1942. Foi concluído em 1932 o primeiro centro educacional do Município, denominado de Grupo Escolar João da Mata localizado próximo da Cadeia Velha. Nesse mesmo ano a estrada de ferro é concluída e o trem chega à Pombal. Em 1938 foram iniciadas, pelo prefeito Sá Cavalcanti, as construções: Açougue Público, Praça Getúlio Vargas, Coluna da Hora, Coreto e Praça do Bar Centenário; concluídas em 1940. Em 1956 é construída no bairro dos Pereiros a igreja de São Pedro, que mais tarde se tornaria Paróquia em 24 de abril de 1966.

## Geografia
De acordo com a divisão do Instituto Brasileiro de Geografia e Estatística (IBGE) vigente desde 2017, o município pertence à região geográfica imediata de Pombal, inserida dentro da região geográfica intermediária de Patos. Antes, com a divisão em microrregiões e mesorregiões que vigorava desde 1989, Pombal fazia parte da microrregião de Sousa, que por sua vez estava incluída na mesorregião do Sertão Paraibano.
Pombal é o segundo maior município da Paraíba em território, ocupando 1,5834% da superfície estadual, com 894,098 km² de área, dos quais 3,7873 km² em área urbana, Está a 376 km da capital estadual, João Pessoa, via BR-230, e a 2 092 km da capital federal, Brasília. Limita-se, em sentido horário, com os municípios de Lagoa, Paulista, Condado, São Bentinho, Cajazeirinhas, Coremas, São José da Lagoa Tapada, Aparecida, São Domingos e São Francisco.
Pombal está inserido na Depressão Sertaneja, apresentando relevo predominantemente suave-ondulado. O tipo de solo predominante é o bruno não cálcico, chamado de luvissolo no atual Sistema Brasileiro de Classificação de Solos (SBCS). Também são encontrados no município os solos litólicos ou neossolos e o solo podzólico do tipo vermelho-amarelo equivalente eutrófico, também enquadrado nos luvissolos. Esses solos são cobertos pela vegetação do bioma da Caatinga, de pequeno porte.
Na hidrografia, em Pombal se localiza a foz do rio Piancó, que deságua no rio Piranhas. O clima, por sua vez, é semiárido, com chuvas irregulares ao longo do ano, apresentando maior incidência entre os meses de fevereiro a abril. De acordo com dados da Agência Executiva de Gestão de Águas (AESA), que possui dados pluviométricos da cidade desde dezembro de 1910, o maior acumulado diário de chuva ocorreu no dia 18 de janeiro de 2004, 223 mm, enquanto o maior volume de chuva em um mês foi registrado também em janeiro de 2004, 575,4 mm.
| Dados climatológicos para Pombal                                                                         | Dados climatológicos para Pombal | Dados climatológicos para Pombal | Dados climatológicos para Pombal | Dados climatológicos para Pombal | Dados climatológicos para Pombal | Dados climatológicos para Pombal | Dados climatológicos para Pombal | Dados climatológicos para Pombal | Dados climatológicos para Pombal | Dados climatológicos para Pombal | Dados climatológicos para Pombal | Dados climatológicos para Pombal | Dados climatológicos para Pombal |
| Mês | Jan                              | Fev                              | Mar                              | Abr                              | Mai                              | Jun                              | Jul                              | Ago                              | Set                              | Out                              | Nov                              | Dez                              | Ano                              |
| --- | -------------------------------- | -------------------------------- | -------------------------------- | -------------------------------- | -------------------------------- | -------------------------------- | -------------------------------- | -------------------------------- | -------------------------------- | -------------------------------- | -------------------------------- | -------------------------------- | -------------------------------- |
| Temperatura máxima recorde (°C)                                                                          | 38,3                             | 38,6                             | 37                               | 36,5                             | 36,7                             | 35,8                             | 36,4                             | 38                               | 39,1                             | 39,6                             | 39,4                             | 40,6                             | 40,6                             |
| Temperatura mínima recorde (°C)                                                                          | 21,5                             | 20,6                             | 21,5                             | 20,6                             | 19,5                             | 18,3                             | 16                               | 15,6                             | 17,5                             | 19,7                             | 21,7                             | 21                               | 15,6                             |
| Chuva (mm)                                                                                               | 86,6                             | 133,1                            | 193,1                            | 164                              | 86,2                             | 36                               | 16,7                             | 7,3                              | 1,8                              | 10,3                             | 10,9                             | 24,1                             | 770,2                            |
| Fonte: AESA (recordes de temperatura: 15/07/2023-presente; precipitação: Atlas Pluviométrico da Paraíba) |                                  |                                  |                                  |                                  |                                  |                                  |                                  |                                  |                                  |                                  |                                  |                                  |                                  |

### Bairros

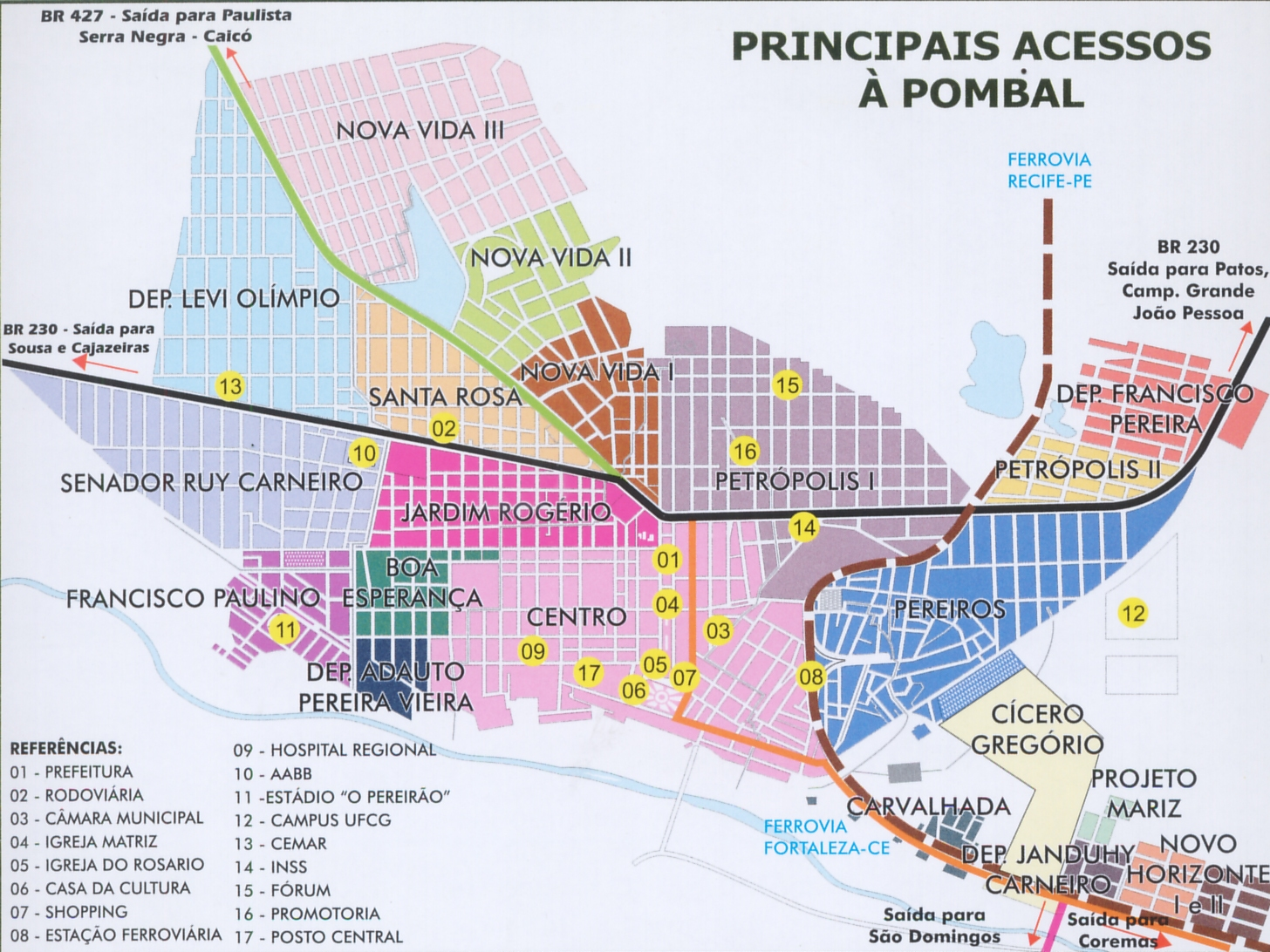
Mapa com todos os bairros da cidade de Pombal.

- Centro;
- Dep. Adauto Pereira Vieira;
- Boa Esperança;
- Jardim Rogério;
- Francisco Paulino;
- Senador Ruy Carneiro;
- Dep. Levi Olimpio;
- Santa Rosa;
- Nova Vida I;
- Nova Vida II;
- Nova Vida III;
- Vida Nova;
- Petrópolis I;
- Petrópolis II;
- Dep Francisco Pereira;
- Pereiros;
- Cícero Gregório;
- Carvalhada;
- Projeto Mariz;
- Dep. Janduhy Carneiro;
- Novo Horizonte I;
- Novo Horizonte II.

## Cidadãos ilustres
- Ver Biografias de pombalenses notórios